# Salomon Moos
Salomon Moos (Randegg, 15 luglio 1831 – Heidelberg, 15 luglio 1895) è stato un medico tedesco.

## Biografia
Ha studiato medicina presso l'Università di Heidelberg, e dopo la laurea ha lavorato come assistente presso la clinica medica di Karl Ewald Hasse. In seguito, ha continuato la sua formazione a Praga e a Vienna, e nel 1859 divenne docente privato a Heidelberg. Nel 1866 è diventato professore e direttore, poi è stato nominato capo chirurgo della clinica di otologia presso l'Università di Heidelberg.
La sua ricerca più nota si è basata sulle malattie del labirinto osseo dell'orecchio interno. Moos è stato il primo medico a sottolineare che in alcune malattie infettive, i microrganismi all'interno del labirinto osseo influenzano negativamente l'udito.

## Pubblicazioni
Nel 1869 ha co-fondato Archiv für Augen- und Ohrenheilkunde con Hermann Jakob Knapp, un giornale che è stato pubblicato in tedesco e inglese, Moos è stato il direttore del dipartimento otologico dell'edizione tedesca. Nel 1878 i dipartimenti oftalmologici e otologici erano separati in entità indipendenti. Moos era l'editore del Zeitschrift für Ohrenheilkunde fino alla sua morte nel 1895.
Tra le sue opere più note scritte è stata una traduzione di Joseph Toynbee di "Diseases of the Ea", originariamente Lehrbuch der Ohrenkrankheiten (1863). 
Altre pubblicazioni di Moos sono:
- Klinik der Ohrenkrankheiten, (1866)
- Anatomie und Physiologie der Eustachisehen Rohre, (1874)
- Uber Meningitis cerebrospinalis Epidemica, (1881)
- Uber Pilzinvasion des Labyrinths im Gofolge von Masern, (1888)
- Histologische und bakterielle Untersucliungen Uber Mittelohrerkrankungenbei den verschiedenen Fonnen Diphtherie, (1890)